# محمية القطب الشمالي الكبرى
محمية القطب الشمالي الكبرى (بالروسية: Большой Арктический государственный природный заповедник) هي محمية طبيعية في كراسنويارسك كراي ، روسيا. تبلغ مساحتها 41،692 كيلومتر مربع (16،097 ميل مربع) ، وهي أكبر محمية في روسيا وأوراسيا ، فضلاً عن كونها واحدة من أكبر المحميات في العالم.

## التاريخ
تأسست محمية الدولة القطبية الشمالية الكبرى في 11 مايو 1993 بموجب القرار رقم 431 الصادر عن حكومة الاتحاد الروسي. تُعرف المحميات الطبيعية في روسيا باسم زابوفيدنيك.

## التضاريس
تنقسم محمية القطب الشمالي الكبرى الطبيعية إلى تسعة أقسام:
- قسم جزيرة ديكسون - جزيرة سيبرياكوف.
- قسم جزر بحر كارا ، بمساحة 4000 كيلومتر مربع (1500 ميل مربع). وهي تشمل جزر سيرجي كيروف ، وجزيرة فورونينا ، وجزر إزفستي تيسيك ، وجزر معهد أركتيتشيسكي ، وجزيرة سفيردروب ، وجزيرة أويدنينيا ، وعدد من الجزر الأصغر. يمثل هذا القسم بشكل كامل التنوع الطبيعي والبيولوجي لجزر بحر القطب الشمالي في الجزء الشرقي من بحر كارا.
- قسم بياسينا. يشمل خليج بياسينا وحوض نهر بياسينا.
- خليج ميديندورف
- أرخبيل نوردنسكيولد
- قسم تيمور السفلى. يشمل حوض نهر التييمير (العلوي والسفلي) ، وكذلك بحيرة تايميير.
- شبه جزيرة تشيليوسكين. يشمل الطرف الشمالي من شبه جزيرة تيمير
- المحمية الشمالية (Североземельский).
- محمية جزر برخوفسكي الطبيعية

## الإقليم البيئي والمناخ
تقع محمية القطب الشمالي العظمى في منطقة التايمرا وسط سيبيريا الوسطى ، والتي تغطي شبه جزيرة تايمير في أقصى الشمال الروسي. المناخ هو تندرا (تصنيف مناخ كوبن تندرا المناخ (ET)). يشير هذا إلى مناخ محلي حيث يكون لشهر واحد على الأقل متوسط درجة حرارة مرتفع بما يكفي لإذابة الثلج (0 درجة مئوية (32 درجة فهرنهايت)) ، ولكن لا يوجد شهر مع متوسط درجة حرارة تزيد عن 10 درجة مئوية (50 درجة فهرنهايت).

## النباتات والحيوانات
من المفترض أن تزدهر العديد من الحيوانات والنباتات داخل المحمية الطبيعية الكبرى بالقطب الشمالي بدون إزعاج بشري. من بين الحيوانات التي تحميها هذه المحمية ، من أهمها الدب القطبي وثعلب القطب الشمالي والبومة الثلجية والرنة والحوت الأبيض.